# تناجر نحاسي الصدر
تناجر نحاسي الصدر (الاسم العلمي: Tangara desmaresti)، هو نوع من الطيور يتبع فصيلة التناجر ضمن رتبة العصفوريات.